# Ken Jones
Kenneth "Ken" Jones (2. januar 1936 - 18. januar 2013) var en walisisk fodboldspiller (målmand).
Jones spillede på klubplan hos henholdsvis Cardiff City, Scunthorpe United, Charlton Athletic, Exeter City og Yeovil Town. Længst tid tilbragte han hos Scunthorpe, hvor han nåede at spille 168 ligakampe.
Jones var en del af den walisiske trup til VM i 1958 i Sverige, Wales' eneste VM-deltagelse nogensinde. Han var dog under hele turneringen reserve for førstevalget Jack Kelsey, og kom ikke på banen. Han nåede aldrig at spille en landskamp for Wales.